# Oktay Mahmuti
Oktay Mahmuti (Skopje, 6 marzo 1968) è un allenatore di pallacanestro jugoslavo naturalizzato turco.

## Carriera
Trasferitosi alla fine degli anni ottanta in Turchia, già da giovane fece le sue prime esperienze in panchina con una squadra minore di Istanbul. Nel 1992 passa all'Efes Istanbul, come assistente di Aydın Örs.
Nel 2001, dopo la guida di Ergin Ataman, Mahmuti diviene head coach dell'Efes. Resta per sei anni alla guida del team di Istanbul, vincendo, in Turchia, 4 titoli e 4 coppe di lega, mentre nelle competizioni europee, centra importanti traguardi.
Nell'autunno 2007, a seguito dell'esonero di Alessandro Ramagli, viene chiamato alla guida della Benetton Pallacanestro Treviso.

## Palmarès

### Squadra
- Campionato turco: 4

Efes Pilsen: 2001-2002, 2002-2003, 2003-2004, 2004-2005
- Coppa di Turchia: 4

Efes Pilsen: 2000-2001, 2001-2002, 2005-2006, 2006-2007
- Coppa del Presidente: 1

Galatasaray: 2011

### Individuale
- ULEB Eurocup Coach of the Year: 1

Pall. Treviso: 2008-09